# Carlos Mortensen
Juan Carlos Mortensen (Ambato, 13 april 1972) is een professionele pokerspeler uit Spanje. Hij werd tijdens de World Series of Poker 2001 (officieus) wereldkampioen door het Main Event te winnen. Daarnaast werd hij in maart 2010 de tweede speler in de geschiedenis (na Gus Hansen) die drie hoofdtoernooien van de World Poker Tour (WPT) op zijn naam schreef.
Mortensen verdiende tot en met juli 2015 meer dan $11.900.000,- in pokertoernooien (cashgames niet meegerekend). In 2016 werd hij toegevoegd aan de Poker Hall of Fame.

## Biografie
Mortensen verhuisde in de late jaren 90 van Spanje naar de Verenigde Staten om poker te spelen. De World Series of Poker 2000 vormden de eerste editie van het evenement waarop hij zich in het prijzengeld speelde. Hij werd zevende in het 3.000 No Limit Hold'em-toernooi, goed voor $22.575,- aan prijzengeld. Een jaar later werd Mortensen (officieus) wereldkampioen op de World Series of Poker 2001, waarmee hij $1.500.000,- verdiende. Daarop volgde twee jaar later zijn tweede World Series of Poker (WSOP)-titel, ditmaal in het $5.000 Limit Hold'em-toernooi.
Mortensen won daarnaast verschillende toernooien op de World Poker Tour. Het eerste was het $10.000 The Doyle Brunson North American No Limit Hold'em Poker Championship van het Festa al Lago III Poker Tournament 2004 (goed voor $1.000.000,- prijzengeld). Daarop volgde in 2007 het $25.000 WPT - No Limit Hold'em Championship van de Fifth Annual Five Star World Poker Classic ($3.970.415,-). Weer drie jaar later volgde zijn derde WPT-titel toen hij het $9.600 No Limit Hold'em - WPT Championship Event van het Hollywood Poker Open 2010 op zijn naam schreef, goed voor $393.820,-).
In 2006 scheidde Mortensen van zijn vrouw, Cecilia Reyes Mortensen, ook een fervent pokerspeelster.

## World Series of Poker bracelets
| Jaar | Toernooi                                      | Prijs        |
| ---- | --------------------------------------------- | ------------ |
| 2001 | $10.000 Championship Event - No Limit Hold'em | $1.500.000,- |
| 2003 | $5.000 Limit Hold'em                          | $251.680,-   |